# رگنوو

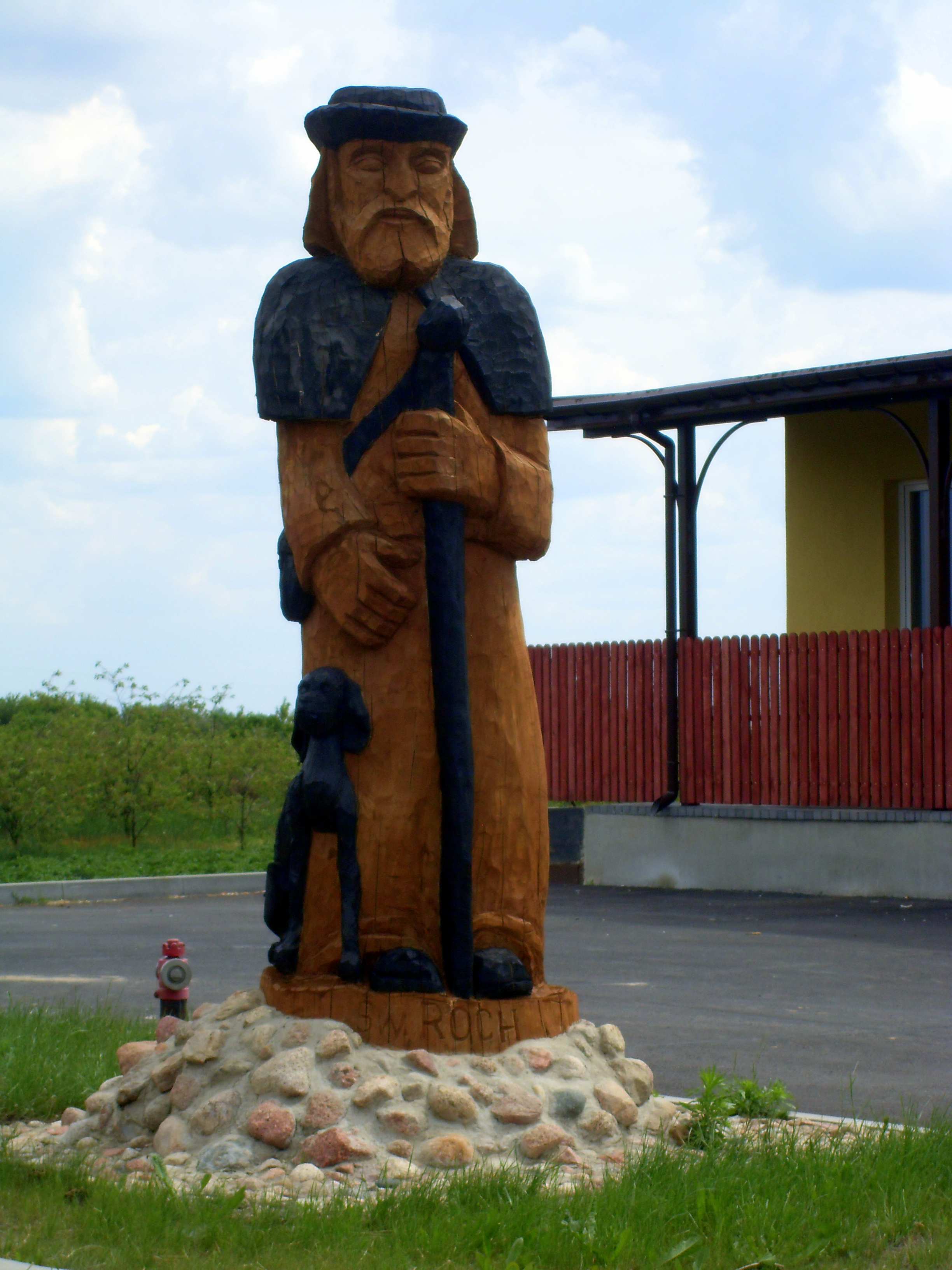
رگنوو

رگنوو (به لهستانی:  Regnów) یک روستا در لهستان است که در گمینا رگنوو واقع شده‌است. رگنوو ۳۴۰ نفر جمعیت دارد.